# Clermont-l'Hérault
Clermont-l'Hérault (okcitansko Clarmont d'Erau) je naselje in občina v južnem francoskem departmaju Hérault regije Languedoc-Roussillon. Leta 2009 je naselje imelo 7.627 prebivalcev.

## Geografija
Naselje leži v pokrajini Languedoc ob reki Rhonel, 41 km zahodno od Montpelliera. Na ozemlju občine se delno nahaja umetno jezero Lac du Salagou.

## Uprava
Clermont-l'Hérault je sedež istoimenskega kantona, v katerega so poleg njegove vključene še občine Aspiran, Brignac, Canet, Celles, Ceyras, Lacoste, Liausson, Mourèze, Nébian, Paulhan, Saint-Félix-de-Lodez, Salasc, Valmascle in Villeneuvette z 19.019 prebivalci.
Kanton Clermont-l'Hérault je sestavni del okrožja Lodève.

## Zanimivosti
- srednjeveški grad Château des Guilhem iz konca 11. in začetka 12. stoletja, francoski zgodovinski spomenik,
- Kolegial sv. Pavla iz 14. in 15. stoletja, zgodovinski spomenik,
- dominikanski samostan,
- Notre-Dame-du-Peyrou.

- Kolegial sv. Pavla
- dominikanski samostan
- Notre-Dame-du-Peyrou